# Theodore Besterman
Theodore Deodatus Nathaniel Besterman (Łódź, 22 novembre 1904 – Banbury, 10 novembre 1976) è stato un parapsicologo, bibliografo e traduttore polacco, considerato uno dei più grandi bibliografi sistematici del XX secolo, particolarmente interessato all'opera di Voltaire e alla sua prolifica corrispondenza.

## Biografia
Theodore Deodatus Nathaniel Besterman è nato nel 1904 a Łódź, in Polonia ma si trasferì a Londra in gioventù. Nel 1925 fu eletto presidente della British Federation of Youth Movements. Nel 1930, tenne lezioni presso la London School of Librarianship, e pubblicò molte opere sulla bibliografia.
Durante la seconda guerra mondiale, Besterman prestò servizio nella British Royal Artillery e nelL'Army Bureau of Current Affairs. Successivamente ha lavorato per l'UNESCO, in particolare su vari approcci internazionali alla bibliografia.
Negli anni '50, Besterman iniziò a concentrarsi sulla raccolta, la traduzione e la pubblicazione degli scritti di Voltaire, compresa molta corrispondenza precedentemente non pubblicata.  Questo lo tenne occupato per il resto della sua vita. Visse nella casa di Voltaire a Ginevra, dove fondò l'Institut et Musée Voltaire e pubblicò 107 volumi di lettere di Voltaire e una serie di libri intitolata Studies on Voltaire and the 18th Century. Il Forum per gli studi linguistici moderni ha definito l'edizione di Besterman della corrispondenza "il più grande pezzo unico di cultura voltairiana per oltre un secolo".
Durante gli ultimi anni della sua vita, Besterman collaborò con l'Università di Oxford. Dopo la sua morte la sua vasta collezione di libri e manoscritti, che includeva molte edizioni, fu trasferita in un'elegante sala dell'Istituto Taylor (il centro universitario per le lingue moderne). Questa sala è stata ribattezzata come la Voltaire Room. Dopo la morte di Besterman, avvenuta il 10 novembre 1976, la Fondazione Voltaire fu conferita permanentemente all'Università di Oxford.

## Ricerche parapsicologiche
Tra il 1927 e il 1935 fu ufficiale investigativo della Society for Psychical Research (SPR). Ha scritto due libri su Annie Besant e molti lavori di ricerca psichica. Era un ricercatore critico, divenne scettico sulla maggior parte dei fenomeni paranormali riportati nel Journal of the Society for Psychical Research.

## Pubblicazioni

### Libri
- The Divining Rod: An Experimental and Psychological Investigation, 1926 (CON William F. Barrett)
- Mind of Annie Besant, 1927
- Some Modern Mediums, 1930
- Inquiry into the Unknown, 1934
- Mrs. Annie Besant, A Modern Prophet, 1934
- Men Against Women: A Study of Sexual Relations, 1934
- On Dreams, 1935 (editor)
- The Beginnings of Systematic Bibliography, 1935
- Water Divining, 1938
- A World Bibliography of Bibliographies, 1939
- The Love Letters of Voltaire to his Niece, 1958 (editor and translator)
- Voltaire's Correspondence 1953–65, 107 vols
- Philosophical Dictionary, 1971 (traduttore)
- Crystal Gazing: A Study in the History, Distribution and Practice of Scrying, 1965
- Collected Papers on the Paranormal, 1968
- Voltaire, 1969

### Studi
- (1926). The Folklore of Dowsing. Folklore 37 (2): 113-133.
- Rose, H. J. (1926). Folklore and Psychical Research Folklore 37 (4): 396-398.
- (1928). The Belief in Rebirth of the Druses and Other Syrian Sects. Folklore 39 (2): 133-148.
- (1928). Report of a Pseudo-Sitting for Physical Phenomena with Karl Kraus. Journal of Society for Psychical Research 24: 388-392.
- (1929). Report of a Four Months' Tour of Psychical Investigation. Proceedings of the Society for Psychical Research 38: 409-480.
- (1930). Review: Modern Psychic Mysteries. Journal of Society for Psychical Research 26: 10-14.
- Jephson, Ina; Soal, Samuel. (1930). Report of a Series of Experiments in Clairvoyance. Proceedings of the Society for Psychical Research 39: 375-414.
- (1930). The Belief in Rebirth Among the Natives of Africa (Including Madagascar). Folklore 41 (1): 43-94.
- (1932). An Experiment in Long-Distance Telepathy. Journal of the Society for Psychical Research 27: 235-236.
- (1932). The Psychology of Testimony in Relation to Paraphysical Phenomena: Report of an Experiment. Proceedings of the Society for Psychical Research 40: 363-387.
- (1932). The Mediumship of Rudi Schneider. Proceedings of the Society for Psychical Research 40: 428-436.
- (1933). Note on an Attempt to Locate in Space the Alleged Direct Voice Observed in Sittings with Mrs. Leonard. Journal of the Society for Psychical Research 28: 84-85.
- (1933). Report of an Inquiry into Precognitive Dreams. Proceedings of the Society for Psychical Research 41: 186-204.
- (1933). "An Experiment in "Clairvoyance" with M. Stefan Ossowiecki. Proceedings of the Society for Psychical Research 41: 345-351.
- Gatty, Oliver. (1934). Report of an Investigation Into the Mediumship of Rudi Schneider. Proceedings of the Society for Psychical Research 42: 251-285.
- Gatty, Oliver. (1934). Further Tests of the Medium Rudi Schneider. Nature 134: 965-966.
- (1935). Reflections on the Mediumship of Rudi Schneider. Journal of the Society for Psychical Research 29: 32-33.
- (1935). The Mediumship of Carlos Mirabelli. Journal of the Society for Psychical Research 29: 141-153.